# Markus Pröll
Markus Pröll (nacido el 28 de agosto de 1979 en Rheinbach, en la región de Renania del Norte-Westfalia, Alemania) es un exfutbolista alemán, profesional entre 1998 y 2011.

## Selección nacional
Ha sido internacional con la selección de fútbol sub-21 de Alemania.

## Clubes
| Club                | País     | Año       |
| ------------------- | -------- | --------- |
| 1. FC Colonia       | Alemania | 1998-2003 |
| Eintracht Fráncfort | Alemania | 2003-2010 |
| Panionios FC        | Grecia   | 2011      |